# Hupa
El hupa (endònim: Na:tinixwe Mixine:whe', lit. "llengua del poble de la vall de Hoopa") és una llengua atapascana (del grup Na-dené) parlada al llarg del curs inferior del riu Trinity al nord-oest de Califòrnia pels hupes (Na:tinixwe), i abans de contacte europeu pels pobles chilula i whilkut a l'oest.
El cens dels Estats Units del 2000 va estimar que l'idioma era parlat per 64 persones entre 5 i 17 anys, incloent 4 parlants monolingües. A partir del 2012, hi havia menys de 10 parlants amb fluïdesa, almenys un dels quals (Verdena Parker) és bilingüe completament fluid. Potser uns altres 50 individus de totes les edats controlen la fonologia tradicional hupa, la gramàtica i el lèxic. Més enllà d'això, molts membres de la tribu comparteixen un vocabulari reduït de paraules i frases d'origen hupa.

## Ortografia
L'alfabet hupa és:
a, a:, b, ch, ch', chw, chw', d, dz, e, e:, g, gy, h, i, j, k, k', ky, ky', l, ł, m, n, ng, o, o:, q, q', s, sh, t, t', tł, tł', ts, ts', u, w, wh, x, xw, y, '

## Fonologia
|                    |             | Labial | Alveolar | Palatal    | Palatal/Velar | Uvular | Glotal |
| ------------------ | ----------- | ------ | -------- | ---------- | ------------- | ------ | ------ |
| Nasal              | Nasal       | m      | n        | ŋ          | ŋ             |        |        |
| Oclusiva/ Africada | no aspirada | (p)    | t        | kʲ         | (k)           | q      | ʔ      |
| Oclusiva/ Africada | aspirada    |        | tʰ       | kʲʰ        | kʰ            |        |        |
| Oclusiva/ Africada | ejectiva    |        | tʼ       | kʲʼ        | (kʼ)          | qʼ     |        |
| Africada           | unaspirated |        | t͡s       | t͡ʃ         |               |        |        |
| Africada           | aspirada    |        | t͡sʰ      | t͡ʃʷʰ       |               |        |        |
| Africada           | ejectiva    |        | t͡sʼ t͜ɬʼ  | t͡ʃʼ (t͡ʃʷʼ) |               |        |        |
| Fricativa          | Fricativa   |        | s ɬ      | (ʃ)        | x xʷ          |        | h ʍ    |
| Aproximant         | Aproximant  | w      | l        | j          |               |        |        |

|             | Frontal | Central | Posterior |
| ----------- | ------- | ------- | --------- |
| Semitancada | ɪ~e     |         | o         |
| Oberta      |         | a       |           |

Les vocals poden ser allargades.